# Мръсна работа
Мръсна работа (на английски: Dirty Jobs) е популярно шоу на телевизия Discovery Channel, откриваща професии, свързани с неприятни, непопулярни, странни и др. професии, чийто водещ е Майк Роу.
Предаването започва своето начало, с излъчването на три пилотни серии през ноември 2003 година.
Стартира официално в програмата на Дискавъри на 26 юли 2005 година. Епизодите се предават по европейския Дискавъри чанъл, като понякога включва сцени, които не са били включени в американския вариант.
От 2007 година съществува и европейска версия на „Мръсна работа“, с водещ легендарният датски футболен вратар Петер Шмайхел, което се излъчва през 2008 година. Шмайхел представя професии в различни страни от стария континет (Полша, Русия).
Австралийски вариант на шоуто стартира на 7 октомври 2007 година.